# Amin Chiakha
Amin Chiakha (en árabe: أمين شياخة‎, Copenhague, Dinamarca, 12 de marzo de 2006) es un futbolista argelino que juega como delantero en el Vejle Boldklub de la Superliga de Dinamarca.

## Primeros años
Nació en 2006 en Dinamarca. Fue descrito como "considerado uno de los talentos emergentes más destacados del fútbol argelino". Es de padre argelino y madre danesa.

## Trayectoria
Como jugador juvenil, se incorporó a la cantera del F. C. Copenhague. Fue el máximo goleador conjunto de la Liga Juvenil de la UEFA 2023-24 con siete goles. El 7 de noviembre de 2024 marcó sus dos primeros goles con el primer equipo en el empate a 2 contra el İstanbul Başakşehir F. K. en un partido de la Liga Conferencia de la UEFA.

## Selección nacional
Debutó con la selección nacional de Argelia el 14 de noviembre de 2024 en un partido de clasificación para la Copa Africana de Naciones contra Guinea Ecuatorial en el Estadio de Malabo. Sustituyó a Mohamed Amoura en el minuto 89 del empate a cero.

## Estilo de juego
Actúa principalmente como delantero. Es conocido por su fuerza.

## Vida personal
Es de ascendencia argelina. Su ascendencia se remonta a Guelma, Argelia.

## Estadísticas

### Clubes
Actualizado al último partido disputado en mayo de 2025.
| Club                       | Div.          | Temporada     | Liga  | Liga  | Copas nacionales | Copas nacionales | Copas internacionales | Copas internacionales | Total | Total |
| Club                       | Div.          | Temporada     | Part. | Goles | Part.            | Goles            | Part.                 | Goles                 | Part. | Goles |
| -------------------------- | ------------- | ------------- | ----- | ----- | ---------------- | ---------------- | --------------------- | --------------------- | ----- | ----- |
| F. C. Copenhague Dinamarca | 1.ª           | 2024-25       | 17    | 2     | 3                | 1                | 9                     | 4                     | 29    | 7     |
| F. C. Copenhague Dinamarca | Total club    | Total club    | 17    | 2     | 3                | 1                | 9                     | 4                     | 29    | 7     |
| Total carrera              | Total carrera | Total carrera | 17    | 2     | 3                | 1                | 9                     | 4                     | 29    | 7     |

## Palmarés

### Títulos nacionales
| Título                 | Club             | País      | Año  |
| ---------------------- | ---------------- | --------- | ---- |
| Superliga de Dinamarca | F. C. Copenhague | Dinamarca | 2025 |
| Copa de Dinamarca      | F. C. Copenhague | Dinamarca | 2025 |